# Phrudocentra tenuis
Phrudocentra tenuis är en fjärilsart som beskrevs av W. Warren 1909. Phrudocentra tenuis ingår i släktet Phrudocentra och familjen mätare. Inga underarter finns listade i Catalogue of Life.